# Jämsä ekonomiska region
Jämsä ekonomiska region (finska: Jämsän seutukunta) är en av ekonomiska regionerna i landskapet Mellersta Finland i Finland. Folkmängden i regionen uppgick den 1 januari 2013 till 24 792 invånare, regionens totala areal utgjordes av 2 761 kvadratkilometer och därav utgjordes landytan av 2 232,28  kvadratkilometer.  I Finlands NUTS-indelning representerar regionen nivån LAU 1 (f.d. NUTS 4), och dess nationella kod är 134 .  

## Förteckning över kommuner
Jämsä ekonomiska region  omfattar följande två kommuner: 
- Jämsä stad
- Kuhmois kommun

Bägge kommunernas språkliga status är enspråkigt finska. 